# パイオニア (パチスロ)
株式会社パイオニア（英: PIONEER Co., Ltd.）は、大阪府東大阪市に本社を置くパチスロメーカー。

## 概要
沖スロにおける代表的なメーカーである。沖スロに限らず、販売した機種のほとんどが付加機能を持たないゲーム性の「純Aタイプ」の機種であるばかりか、創業から現在までタイアップ機種や液晶付きの機種を一切出したことがない企業である。（3号機以前から参入した企業では唯一となる）
パチスロ・ハナハナの日
パイオニアが自社の人気パチスロ「ハナハナ」シリーズをPRするために制定。日付は8と7でシリーズ名の「ハナハナ」と読む語呂合わせと、機種イメージが夏であることから。機種名の「ハナハナ」の語源は沖縄の言葉で「乾杯」を意味している。
ハイビスカスの商標登録
ハナハナシリーズをはじめとするパイオニアの沖スロで告知ランプとして使われているハイビスカス図柄について、2020年に商標登録が認められた（第6281596号ほか多数）。これに伴い、パイオニアでは他のメーカーに対し、「ハイビスカスをモチーフとした遊技機」を製造した場合自社の商標権に抵触すると公表している。実際、2021年に三洋物産が発売したPスーパー海物語 IN 沖縄5では、宣伝資料等において「パイオニアとの合意に基づきハイビスカス図柄を使用しています」と表記されている。

## 沿革
- 1970年 創業
- 1989年 東京営業所開設
- 1997年 本社新社屋完成
- 2001年 淡路島研修センター完成
- 2002年 物流センター完成
- 2004年 淡路工場完成
- 2008年6月8日 「パチスロ・ハナハナの日」が日本記念日協会に認定[4]

## 発売機種

### 3号機以前（主要機種）
- 1985年 - フォーチュンワン（1号機）
- 1988年 - スーパーセブン（2号機）
- 1990年 - ムサシ（3号機）

### 4号機（主要機種）
- 1994年 - シティーボーイ2
- 1995年 - ミリオンシティーEX、パラディー
- 1996年 - ミステリオ・ウノ
- 1997年 - シオサイ-30、ベジタンV
- 1998年 - アバロンD（初のCT機）、スカイステーションDX
- 1999年 - ローズフラッシュ　キンバリー-30
- 2000年 - ハイハイシオサイ-30
- 2001年 - オアシス、ハナハナ-30
- 2002年 - シオラー-30、ビッグシオ-30（初のストック機）
- 2003年 - スーパーハナハナ-30、オアーゼ
- 2004年 - スーパーシオ-30、魔法のハイビスカス
- 2005年 - ビッグシオ・ジェンヌ-30

### 5号機
| 機種名                         | 発売年月   | 備考             |
| ------------------------------ | ---------- | ---------------- |
| ニューオアシス                 | 2006年2月  | 初の5号機        |
| ゴールドシオ-30                | 2006年5月  |                  |
| ブリチカ-30                    | 2006年9月  |                  |
| マリーンギャング               | 2007年1月  |                  |
| ニューハナハナ-30              | 2007年2月  |                  |
| ビッグハイビ-30                | 2007年9月  |                  |
| 華一番(-30)                    | 2007年11月 | 新筐体導入       |
| ハナダマシイ(-30)              | 2008年3月  |                  |
| スペシャルハナハナ-30          | 2008年7月  |                  |
| シオサイ-30                    | 2008年11月 |                  |
| スペシャルオアシス             | 2009年1月  |                  |
| スーパーアロハ                 | 2009年5月  |                  |
| スーパーセブン                 | 2009年7月  |                  |
| サンサンハナハナ-30            | 2009年8月  |                  |
| シオサー-30                    | 2010年1月  |                  |
| ハイハイ-30                    | 2010年2月  |                  |
| サンサンオアシスキュイーンVer. | 2010年6月  |                  |
| ビッグシオV                    | 2010年9月  | 初のART機        |
| スペシャルハナハナII-30        | 2010年12月 |                  |
| シオサイマックス-30            | 2011年2月  |                  |
| キングハイビ-30                | 2011年6月  |                  |
| ミルキーマーチ                 | 2011年7月  | 初の完全後告知機 |
| キングハナハナ-30              | 2011年10月 |                  |
| オアシス                       | 2012年6月  |                  |
| シオサイA-30                   | 2012年7月  |                  |
| ドラゴンハナハナ-30            | 2012年10月 |                  |
| スーパーシオ-30                | 2013年4月  |                  |
| キンバリー-30                  | 2013年4月  |                  |
| ラクラクビスカス               | 2013年7月  |                  |
| クイーンハナハナ-30            | 2013年10月 |                  |
| クイーンオアシス               | 2014年2月  |                  |
| テンパイラッシュ               | 2014年6月  |                  |
| ニューキングハナハナ-30        | 2014年9月  |                  |
| スーパーラクラクビスカス       | 2015年3月  |                  |
| 沖縄フェスティバル-30          | 2015年6月  |                  |
| ハナハナホウオウ-30            | 2015年9月  |                  |

### 5.5号機・5.9号機
| 機種名                       | 発売年月   | 備考                                  |
| ---------------------------- | ---------- | ------------------------------------- |
| スーパーオアシス             | 2016年2月  |                                       |
| ユルビスカス-30              | 2016年3月  |                                       |
| ドリームハナハナ-30          | 2016年6月  |                                       |
| もっと!沖縄フェスティバル-30 | 2016年10月 |                                       |
| オアシスデイズ               | 2017年1月  |                                       |
| ドキドキマンゴー(-30)        | 2017年4月  |                                       |
| グレートキングハナハナ-30    | 2017年7月  |                                       |
| グレートキングハナハナ       | 2017年11月 | 5.9号機、ハナハナシリーズ初の25パイ版 |
| ニューシオサイ-30            | 2018年3月  | 5.9号機                               |
| シークレットハイビスカス     | 2018年5月  | 5.9号機                               |
| マシマシ(-30)                | 2018年8月  | 5.9号機、RT機                         |
| ツインドラゴンハナハナ-30    | 2018年10月 | 5.9号機、新筐体「ジェネシス」導入     |
| プレミアムハナハナ-30        | 2019年4月  | 5.9号機                               |

### 6号機
| 機種名                                          | 発売年月   | 備考                                                  |
| ----------------------------------------------- | ---------- | ----------------------------------------------------- |
| ハイハイシオサイ                                | 2019年8月  | シオサイシリーズ初の25パイ版                          |
| ビッグシオ-30                                   | 2020年5月  | AT機                                                  |
| 華祭                                            | 2020年11月 | AT機                                                  |
| ニューハナハナゴールド-30                       | 2021年1月  | ハナハナシリーズ初の6号機                             |
| スーパーハナハナ(-30)                           | 2021年4月  | ハナハナシリーズ初のAT機                              |
| ハイハイシオサイ2                               | 2021年11月 |                                                       |
| ハナハナホウオウ〜天翔〜(-30)                   | 2022年1月  |                                                       |
| 沖縄フェスティバル-30                           | 2022年3月  |                                                       |
| スーパーハナハナ2-30                            | 2022年7月  | 6.2号機、AT機、設定L搭載                              |
| ヴィーナスゾーン                                | 2022年9月  |                                                       |
| ラストユートピア                                | 2022年11月 | ピーセカンド製                                        |
| キングハナハナ-30                               | 2023年3月  | 新筐体「ベガ」登場                                    |
| スーハナライジング-30                           | 2023年10月 | 6.5号機（AT機）、設定L搭載                            |
| ニューシオサイ                                  | 2023年12月 | ピーセカンド製                                        |
| ドラゴンハナハナ～閃光～-30                     | 2023年12月 |                                                       |
| ドラゴンハナハナ～閃光～                        | 2024年3月  | スマスロ・25パイの2スペック （純Aタイプ初のスマスロ） |
| スマート沖スロ 超華祭                           | 2024年11月 | スマスロ・AT機                                        |
| スターハナハナ-30 スマート沖スロ スターハナハナ | 2025年1月  | オニオン製                                            |
| スマート沖スロ アメイジングライブ               | 2025年4月  | スマスロ・AT機                                        |
| ハイビリターン-30                               | 2025年7月  | 6.6号機（AT機）                                       |

出典：パチスロ機種情報（パチンコビレッジ）／機種インデックス（P-WORLD）